# ماكس ناب
ماكس ناب هو ممثل سويسري، ولد في 13 نوفمبر 1899 بزيورخ في سويسرا، وتوفي في 16 ديسمبر 1979 ببازل في سويسرا.

## وصلات خارجية
- ماكس ناب على موقع IMDb (الإنجليزية)
- ماكس ناب على موقع ميوزك برينز (الإنجليزية)
- ماكس ناب على موقع أول موفي (الإنجليزية)
- ماكس ناب على موقع قاعدة بيانات الأفلام السويدية (السويدية)
- ماكس ناب على موقع قاعدة بيانات الفيلم (الإنجليزية)